# Françoise Abanda
Pour les articles homonymes, voir Abanda.
Françoise Abanda, née le 5 février 1997 à Montréal, est une joueuse de tennis canadienne, professionnelle depuis 2012.

## Biographie

### Jeunesse
Ses parents, Blaise Abanda et Cécile Essono Ahibena, sont originaires du Cameroun. Elle commence à jouer au tennis à sept ans, deux ans après sa sœur aînée Élisabeth qui joue également en tant que professionnelle et est présentement étudiante à l'université Barry de Miami. Depuis 2009, Françoise Abanda est membre du centre national d'entraînement de Tennis Canada.

### Carrière tennistique
Elle a joué en février 2015 un match avec enjeu lors du 1er tour de la Fed Cup 2015 face à la République tchèque contre Karolína Plíšková.
En mai 2017, alors 195e mondiale et ayant accédé au tableau principal par la voie des qualifications, elle participe au prestigieux tournoi de Roland Garros, sa première participation à la Porte d'Auteuil. À cette occasion, elle sort, au premier tour, la joueuse invitée Tessah Andrianjafitrimo, 269e mondiale, sur le score de 6-3, 6-4, avant de s'incliner nettement au tour suivant face à la 12e mondiale et 11e tête de série Caroline Wozniacki (0-6, 0-6).
Quelques semaines plus tard, alors qu'elle est classée 142e mondiale au classement WTA, elle prend part au tournoi de Wimbledon pour la première fois. Au premier tour, Françoise Abanda opposée à la Japonaise Kurumi Nara 94e mondiale s'impose en deux sets (6-2, 6-4). Pour le second tour du tournoi londonien, la jeune Canadienne s'incline face à la Lettone Jeļena Ostapenko (6-4, 6-7(4), 3-6).
Lors du premier tour de la Coupe Billie Jean King 2021, elle crée la surprise en s'imposant face à la Française Fiona Ferro.
Selon la Fédération internationale de tennis (ITF), elle est inactive depuis janvier 2023.

## Palmarès

### Titre en simple dames
Aucun

### Finale en simple dames
Aucune

### Titre en double dames
Aucun

### Finale en double dames
Aucune

## Parcours en Grand Chelem

### En simple dames
| Année | Open d'Australie | Open d'Australie | Internationaux de France | Internationaux de France | Wimbledon      | Wimbledon    | US Open         | US Open        |
| ----- | ---------------- | ---------------- | ------------------------ | ------------------------ | -------------- | ------------ | --------------- | -------------- |
| 2014  | -                | -                | -                        | -                        | -              | -            | 1er tour (1/64) | Sabine Lisicki |
| 2015  | -                | -                | -                        | -                        | -              | -            | -               | -              |
| 2016  | -                | -                | -                        | -                        | -              | -            | -               | -              |
| 2017  | -                | -                | 2e tour (1/32)           | C. Wozniacki             | 2e tour (1/32) | J. Ostapenko | -               | -              |

À droite du résultat, l’ultime adversaire.

### En double dames
N'a jamais participé à un tableau final.

### En double mixte
N'a jamais participé à un tableau final.

## Parcours en «Premier Mandatory» et «Premier 5»
Découlant d'une réforme du circuit WTA inaugurée en 2009, les tournois WTA « Premier Mandatory » et « Premier 5 » constituent les catégories d'épreuves les plus prestigieuses, après les quatre levées du Grand Chelem.

### En simple dames
| Année |              | Premier Mandatory | Premier Mandatory         | Premier Mandatory | Premier Mandatory |       | Premier 5 | Premier 5 | Premier 5  | Premier 5                    | Premier 5                | Premier 5 | Premier 5 |
| Année | Indian Wells | Miami             | Madrid                    | Pékin             |                   | Dubaï | Rome      | Canada    | Cincinnati | Wuhan                        | Wuhan                    |           |           |
| Année | Indian Wells | Miami             | Madrid                    | Pékin             | Doha              |       | Rome      | Canada    | Cincinnati | Wuhan                        | Wuhan                    |           |           |
| Année | Indian Wells | Miami             | Madrid                    | Pékin             |                   |       | Rome      | Canada    | Cincinnati | Wuhan                        | Wuhan                    |           |           |
| 2014  |              |                   |                           |                   |                   |       |           |           |            | 1er tour (1/32) D. Cibulková |                          |           |           |
| 2015  |              |                   | 1er tour (1/64) K. Kanepi |                   |                   |       |           |           |            | 1er tour (1/32) A. Petkovic  |                          |           |           |
| 2016  |              |                   |                           |                   |                   |       |           |           |            | 2e tour (1/16) E. Svitolina  |                          |           |           |
| 2017  |              |                   |                           |                   |                   |       |           |           |            | 1er tour (1/32) L. Šafářová  | 2e tour (1/16) J. Görges |           |           |
| 2018  |              |                   |                           |                   |                   |       |           |           |            | 2e tour (1/16) S. Stephens   |                          |           |           |

Sous le résultat, l’ultime adversaire.

## Parcours en Fed Cup
| #                                                                      | Date       | Lieu       | Surface      | Gagnante(s)                     | Perdante(s)                         | Score         |          |
|                                                                        |            |            |              |                                 |                                     |               |          |
| 2015 - 1er tour (groupe mondial) - Canada - République tchèque - 0 : 4 |            |            |              |                                 |                                     |               |          |
| 1                                                                      | 07/02/2015 | Québec     | Dur (int.)   | Karolína Plíšková               | Françoise Abanda                    | 6-2, 6-4      | Parcours |
| 1                                                                      | 07/02/2015 | Québec     | Dur (int.)   | Denisa Allertová Lucie Hradecká | Françoise Abanda Gabriela Dabrowski | 6-1, 7-62     | Parcours |
|                                                                        |            |            |              |                                 |                                     |               |          |
| 2015 - Barrage (groupe mondial I) - Canada - Roumanie - 2 : 3          |            |            |              |                                 |                                     |               |          |
| 2                                                                      | 18/04/2015 | Montréal   | Dur (int.)   | Françoise Abanda                | Irina-Camelia Begu                  | 4-6, 7-5, 6-4 | Parcours |
| 2                                                                      | 18/04/2015 | Montréal   | Dur (int.)   | Alexandra Dulgheru              | Françoise Abanda                    | 3-6, 7-5, 6-2 | Parcours |
|                                                                        |            |            |              |                                 |                                     |               |          |
| 2016 - 1er tour (groupe mondial II) - Canada - Biélorussie - 2 : 3     |            |            |              |                                 |                                     |               |          |
| 3                                                                      | 06/02/2016 | Québec     | Dur (int.)   | Aliaksandra Sasnovich           | Françoise Abanda                    | 6-4, 2-6, 6-3 | Parcours |
| 3                                                                      | 06/02/2016 | Québec     | Dur (int.)   | Françoise Abanda                | Olga Govortsova                     | 6-4, 6-4      | Parcours |
|                                                                        |            |            |              |                                 |                                     |               |          |
| 2016 - Barrage (groupe mondial II) - Slovaquie - Canada - 3 : 2        |            |            |              |                                 |                                     |               |          |
| 4                                                                      | 16/04/2016 | Bratislava | Terre (int.) | Dominika Cibulková              | Françoise Abanda                    | 4-6, 6-3, 6-1 | Parcours |
| 4                                                                      | 16/04/2016 | Bratislava | Terre (int.) | Françoise Abanda                | Jana Čepelová                       | 7-5, 6-2      | Parcours |
|                                                                        |            |            |              |                                 |                                     |               |          |
| 2017 - Barrage (groupe mondial II) - Canada - Kazakhstan - 3 : 2       |            |            |              |                                 |                                     |               |          |
| 5                                                                      | 22/04/2017 | Montréal   | Dur (int.)   | Françoise Abanda                | Yaroslava Shvedova                  | 6-3, 6-4      | Parcours |
| 5                                                                      | 22/04/2017 | Montréal   | Dur (int.)   | Françoise Abanda                | Yulia Putintseva                    | 6-3, 6-3      | Parcours |

## Classements WTA en fin de saison
| Année          | 2012 | 2013 | 2014 | 2015 | 2016 | 2017 |
| Rang en simple | 606  | 563  | 193  | 384  | 163  | 123  |
| Rang en double | 530  | 283  | 397  | 271  | 586  | -    |

Source : (en) Classements de Françoise Abanda sur le site officiel de la Fédération internationale de tennis